# Ett stilla barnahjärta
Ett stilla barnahjärta är en helgelsesång med text skriven 1892 av Emil Gustafson och musiken är en folkmelodi. Enligt psalmboken Herde-rösten är texten skriven av Aug. Davis, Minnesota. Den trycktes också i sångsamlingen Hjärtesånger, 5:te uppl. 1895. 
Enligt Oscar Lövgren är sången inspirerad av en dikt av Otto Funcke i boken "Kristi bild i Kristi efterföljelse" (översatt 1891), som redan den innehåller ord som "tåreströmmar", "drömmar", "i Jesu ande gå", "min Rakels stoft i graven", "Isaks offer", "över sorgevågen", "Guds löfte, segerbågen". I texten skildras helgelsekamp och uppoffringar med många olika bibliska bilder: Abrahams offer av Isak, Jakobs älsklingshustrus (Rakels) död, Arons tigande vid förlusten av sina båda söner - och till sist förbundsbågen, regnbågen som lyser över den översvämmade jorden och som utlovar en ny framtid.
Melodin är en folkmelodi (C-dur, 2/4) av okänt ursprung, ganska lik Gällivarevisan.

## Publicerad i
- Herde-Rösten 1892 som nr 398 under rubriken Helgelse.
- Hjärtesånger 1895, som nr 142 under rubriken Stilla undergifvenhet och förtröstan.
- Samlingstoner 1922 som nr 168 under rubriken Helgelsesånger.
- Frälsningsarméns sångbok 1968 som nr 141 under rubriken Helgelse.
- Psalmer och Sånger 1987 som nr 673 under rubriken "Att leva av tro - Efterföljd - helgelse".[2]
- Segertoner 1988 som nr 597 under rubriken Efterföljd - helgelse.[1]
- Frälsningsarméns sångbok 1990 som nr 394 under rubriken Helgelse.